# Grammy Award for Best Classical Solo Vocal Album

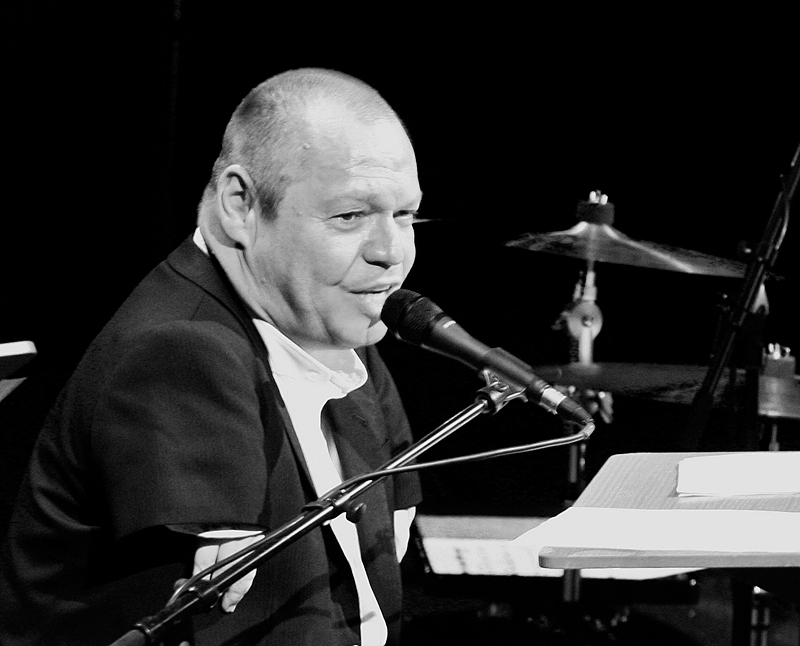
Thomas Quasthoff ist bisher der häufigste Gewinner des Grammy Award for Best Classical Vocal Solo aus dem deutschsprachigen Raum. Er hat den Preis bisher drei Mal erhalten.

Der Grammy Award for Best Classical Vocal Solo, auf Deutsch „Grammy-Auszeichnung für das beste klassische Gesangs-Solo“, ist ein Musikpreis, der seit 1959 von der Recording Academy in Los Angeles verliehen wird. Der Preis wird an Künstler aus den Bereich der klassischen Musik vergeben.

## Geschichte und Hintergrund
Die seit 1959 verliehenen Grammy Awards werden jährlich in zahlreichen Kategorien von der Recording Academy in den Vereinigten Staaten vergeben, um künstlerische Leistung, technische Kompetenz und hervorragende Gesamtleistung ohne Rücksicht auf die Album-Verkäufe oder Chart-Position zu würdigen. Eine dieser Kategorien ist der seit 1959 verliehene Grammy Award for Best Classical Vocal Solo.
Wie bei zahlreichen anderen Preiskategorien der Grammy Awards wurde der Name der Preisbezeichnung mehrfach geringfügig geändert:
- Von 1959 bis 1960 und von 1962 bis 1964 hieß der Preis Best Classical Performance – Vocal Soloist (with or without orchestra)
- 1961 wurde er unter der Bezeichnung Best Classical Performance – Vocal Soloist vergeben
- 1965 wurde er in Best Vocal Soloist Performance (with or without orchestra) umbenannt
- 1966, 1968 und von 1971 bis 1990 wurde er Best Classical Vocal Soloist Performance genannt
- 1967 war die Preisbezeichnung Best Classical Vocal Soloist Performance (with or without orchestra)
- 1969 hatte er die Bezeichnung Best Vocal Soloist Performance
- 1970 nannte sich die Preiskategorie Best Vocal Soloist Performance, Classical
- 1991 hieß die Auszeichnung Best Classical Vocal Performance
- 1992 wurde der Preis in Best Classical Vocal Soloist geändert
- Von 1993 bis 2011 wurde er wieder unter der Bezeichnung Best Classical Vocal Performance vergeben
- Von 2012 bis 2014 war die Preisbezeichnung Best Classical Vocal Solo
- Seit 2015 wird der Preis unter der Bezeichnung Best Classical Solo Vocal Album vergeben.

Seit dem Jahr 2015 wird die Auszeichnung nur noch für Musikalben vergeben. Vorher wurden auch einzelne Musikstücke ausgezeichnet.

## Gewinner und nominierte Künstler
| Jahr                 | Gewinner | Nationalität                                      | Werk                                                                                          | Nominierte | Bild des/der Gewinner(s) |
| -------------------- | --- | ------------------------------------------------- | --------------------------------------------------------------------------------------------- | --- | ------------------------ |
| 1959                 | Renata Tebaldi | Italien                                           | Operatic Recital                                                                              | |                          |
| 1960                 | Jussi Björling | Schweden                                          | Bjoerling in Opera                                                                            | |                          |
| 1961                 | Leontyne Price | Vereinigte Staaten                                | A Program of Song – Leontyne Price Recital                                                    | |                          |
| 1962                 | Joan Sutherland mit dem Royal Opera House Orchestra unter der Leitung von Francesco Molinari-Pradelli                                               | Australien                                        | The Art of the Prima Donna                                                                    | |                          |
| 1963                 | Eileen Farrell mit den New Yorker Philharmonikern dirigiert von Leonard Bernstein                                                                   | Vereinigte Staaten                                | Richard Wagner: Götterdämmerung                                                               | |                          |
| 1964                 | Leontyne Price mit dem RCA Orchestra dirigiert von Skitch Henderson                                                                                 | Vereinigte Staaten                                | Great Scenes From Gershwin’s Porgy and Bess                                                   | |                          |
| 1965                 | Leontyne Price mit dem Chicago Symphony Orchestra dirigiert von Fritz Reiner                                                                        | Vereinigte Staaten                                | Berlioz: Nuits d’Ete (Liedzyklus) / Falla: El Amor Brujo                                      | |                          |
| 1966                 | Leontyne Price mit dem Boston Symphony Orchestra dirigiert von Erich Leinsdorf                                                                      | Vereinigte Staaten                                | Strauss: Salome / Die ägyptische Helena                                                       | |                          |
| 1967                 | Leontyne Price mit dem RCA Italiana Opera Orchestra dirigiert von Francesco Molinari-Pradelli                                                       | Vereinigte Staaten                                | Prima Donna (Werke von Barber, Purcell etc.)                                                  | |                          |
| 1968                 | Leontyne Price mit dem RCA Italiana Opera Orchestra dirigiert von Francesco Molinari-Pradelli                                                       | Vereinigte Staaten                                | Prima Donna, Volume 2                                                                         | |                          |
| 1969                 | Montserrat Caballé mit dem RCA Italiana Opera Orchestra und Chor dirigiert von Carlo Felice Cillario                                                | Spanien                                           | Rossini: Rarities                                                                             | |                          |
| 1970                 | Leontyne Price mit dem Philharmonia Orchestra dirigiert von Thomas Schippers                                                                        | Vereinigte Staaten                                | Barber: „Two Scenes from ‚Antony and Cleopatra‘ / Knoxville, Summer of 1915“                  | |                          |
| 1971                 | Dietrich Fischer-Dieskau | Deutschland                                       | Schubert: Lieder                                                                              | |                          |
| 1972                 | Leontyne Price | Vereinigte Staaten                                | Leontyne Price Sings Robert Schumann                                                          | |                          |
| 1973                 | Dietrich Fischer-Dieskau | Deutschland                                       | Brahms: Die Schöne Magelone                                                                   | |                          |
| 1974                 | Leontyne Price mit dem Philharmonia Orchestra Orchestra dirigiert von Edward Downes                                                                 | Vereinigte Staaten                                | Puccini: Heroines                                                                             | |                          |
| 1975                 | Leontyne Price | Vereinigte Staaten                                | Leontyne Price Sings Richard Strauss                                                          | |                          |
| 1976                 | Janet Baker | Vereinigtes Königreich                            | Mahler: Kindertotenlieder                                                                     | |                          |
| 1977                 | Beverly Sills | Vereinigte Staaten                                | Herbert: Music of Victor Herbert                                                              | - Janet Baker, James King für Mahler: Das Lied von der Erde - Carlo Bergonzi für Carlo Bergonzi (Sänger)\|Carlo Bergonzi Sings Verdi - Jan DeGaetani für Ives: Songs - Dietrich Fischer-Dieskau für Wolfe: Mörike Lieder - Marni Nixon für 9 Early Songs; The Cabaret Songs of Arnold Schoenberg - Margaret Price für Mozart: Arias (La Clemenza di Tito, Die Entführung aus dem Serail, La Nozze di Figaro etc) - Barbra Streisand für Classical Barbra |                          |
| 1978                 | Janet Baker mit der Academy of St. Martin in the Fields dirigiert von Neville Marriner                                                              | Vereinigtes Königreich                            | Bach: Arien                                                                                   | - Elly Ameling für Schubert on Stage - Dietrich Fischer-Dieskau für Ives: Songs - Donald Gramm für But Yesterday Is Not Today (Lieder von Barber, Bowles, Copland, Chanler, etc.) - Luciano Pavarotti für O Holy Night (O Holy Night, Sanctus, Ave Maria, etc.) - Elisabeth Söderström für Rachmaninov: Songs, Vol. 2 - Gérard Souzay für Faure: Songs - Galina Vishnevskaya für Shostakovich: Symphony No. 14 - Frederica von Stade für Rossini/Mozart: Opera Arias                                                                                                |                          |
| 1979                 | Luciano Pavarotti | Italien                                           | Luciano Pavarotti – Hits From Lincoln Center                                                  | - Teresa Berganza für Favorite Zarzuela Arias - Maria Callas für The Legend: The Unreleased Recordings - Dietrich Fischer-Dieskau für Wagner: Arien - Marilyn Horne für Ravel: Sheherazade - Christa Ludwig für Brahms: Spring Rhapsody - Galina Vishnevskaya für Mussorgsky: Songs and Dances of Death |                          |
| 1980                 | Luciano Pavarotti | Italien                                           | ’O sole mio – Luciano Pavarotti singt neapolitanische Lieder                                  | - Elly Ameling für Mozart: Lieder - Jan DeGaetani für Ravel: Chansons Madecasses - Victoria de los Ángeles für Victoria de los Angeles in Concert - Dietrich Fischer-Dieskau für Schubert: Lieder - Yevgeny Nesterenko für Mussorgsky: Songs - Leontyne Price für Lieder by Schubert and Richard Strauss - Frederica von Stade für Frederica von Stade Song Recital |                          |
| 1981                 | Leontyne Price mit dem Philharmonia Orchestra dirigiert von Henry Lewis                                                                             | Vereinigte Staaten                                | Prima Donna, Vol. 5 – Great Soprano Arias From Handel to Britten                              | - Elly Ameling für Mozart: Songs - Judith Blegen für Berg: Lulu Suite - Jessye Norman für Berg: Der Wein, Concert Aria - Kiri Te Kanawa für R. Strauss: 4 Last Songs and Orchestral Songs - Frederica von Stade für Mahler: Songs of a Wayfarer and Ruckert Songs |                          |
| 1982                 | Marilyn Horne, Luciano Pavarotti und Joan Sutherland mit dem New York City Opera Orchestra dirigiert von Richard Bonynge                            | Vereinigte Staaten Italien Australien             | Live From Lincoln Center – Sutherland/Horne/Pavarotti                                         | - Elly Ameling für Think on Me - Barbara Hendricks für Del Tredici: Final Alice - Teresa Stratas für The Unknown Kurt Weill - Frederica von Stade für Ravel: Sheherazade |                          |
| 1983                 | Leontyne Price mit dem Israel Philharmonic Orchestra dirigiert von Zubin Mehta                                                                      | Vereinigte Staaten                                | Verdi: Arias (Leontyne Price Sings Verdi)                                                     | - Elly Ameling für Faure: La Bonne Chanson; Debussy: Chansons de Bilitis and Ariettes Oubliees - Jessye Norman für Berlioz: La Mort de Cleopatre - Kiri Te Kanawa für Mozart: Concert Arias (Andromeda, Il Burbero di Buon Core, Artaserse, Idomeneo, Cerere Placata) - Frederica von Stade für Frederica von Stade Live! |                          |
| 1984                 | Marilyn Horne und Leontyne Price mit dem Metropolitan Opera Orchestra dirigiert von James Levine                                                    | Vereinigte Staaten                                | Leontyne Price & Marilyn Horne in Concert at the Met                                          | - Dietrich Fischer-Dieskau für The Brahms Edition: Lieder - Jessye Norman für The Brahms Edition: Lieder - Kiri Te Kanawa für Mozart Opera Arias - Frederica von Stade für Faure: 18 Songs |                          |
| 1985                 | Heather Harper, Jessye Norman und José van Dam mit dem BBC Symphony Orchestra und Ensemble Intercontemporain dirigiert von Pierre Boulez            | Vereinigtes Königreich Vereinigte Staaten Belgien | Ravel: Songs of Maurice Ravel                                                                 | - Janet Baker für Mahlers Songs of Youth - Kathleen Battle, Håkan Hagegård für Brahms: A German Requiem - Jessye Norman für Mahler: Symphony No. 2 in C Minor (Resurrection) - Kiri Te Kanawa für Mahler: Symphony No. 4 in G Major, 4th Movement |                          |
| 1986                 | John Aler mit dem Atlanta Symphony Orchestra und Chor dirigiert von Robert Shaw                                                                     | Vereinigte Staaten                                | Berlioz: Requiem                                                                              | - Elly Ameling für Berlioz: Les Nuits d’Ete - Plácido Domingo, Pilar Lorengar für Zarzuela Arias and Duets - Marilyn Horne für Marilyn Horne Sings (Offenbach, Cherubini, Saint-Saëns, etc.) - Kiri Te Kanawa für Canteloube: Chants ’Auvergne, Vol. 2; Villa-Lobos: Bachianas Brasileiras No. 5 - Frederica von Stade für Berlioz: Les Nuits d’été; Debussy: La Damoiselle élue |                          |
| 1987                 | Kathleen Battle mit dem Royal Philharmonic Orchestra dirigiert von André Previn                                                                     | Vereinigte Staaten                                | Kathleen Battle Sings Mozart                                                                  | - Elly Ameling für Soire Francaise (Debussy, Faure, Poulenc, Franck, Canteloube, Roussel, Chausson, Messiaen, etc.) - Arleen Auger für Villa-Lobos: Bachianas Brasileiras No. 5 für Soprano and Orchestra of Violincellos - Marni Nixon für Copland: 8 Poems of Emily Dickinson - Jessye Norman für R. Strauss: Lieder (Including Malven) |                          |
| 1988                 | Kathleen Battle | Vereinigte Staaten                                | Kathleen Battle – Salzburg Recital                                                            | - Elly Ameling für Soire Francaise (Debussy, Faure, Poulenc, Franck, Canteloube, Roussel, Chausson, Messiaen, etc.) - Arleen Auger für Villa-Lobos: Bachianas Brasileiras No. 5 für Soprano and Orchestra of Violincellos - Marni Nixon für Copland: 8 Poems of Emily Dickinson - Jessye Norman für R. Strauss: Lieder (Including Malven) |                          |
| 1989                 | Luciano Pavarotti mit dem Symphonieorchester der Emilia-Romagna dirigiert von Emerson Buckley                                                       | Italien                                           | Luciano Pavarotti in Concert                                                                  | - Arleen Auger für Love Songs (Copland, R. Strauss, Poulenc, Mahler, Schumann, Gounod, Schubert) - Jan DeGaetani für Songs of America - Christa Ludwig für Schubert: Winterreise - Jessye Norman für Händel, Schubert, Schumann: Lieder (Jessye Norman – Live at Hohenems) |                          |
| 1990                 | Dawn Upshaw mit dem Orchestra of St. Lukes dirigiert von David Zinman                                                                               | Vereinigte Staaten                                | Knoxville – Summer of 1915 (Music of Barber, Menotti, Harbison, Stravinsky)                   | - Kathleen Battle für Schubert: Lieder - Kathleen Battle und Plácido Domingo für Live in Tokyo 1988 - Plácido Domingo für Puccini: The Unknown Puccini - William Sharp für William Sharp |                          |
| 1991                 | José Carreras, Plácido Domingo, Luciano Pavarotti mit dem Orchestra del Maggio Musicale unter Leitung von Zubin Mehta                               | Spanien Italien                                   | Carreras, Domingo, Pavarotti in Concert                                                       | - Elly Ameling für Schubert: The Complete Songs, Vol. 7 - Jan DeGaetani für Berlioz: Les Nuits d Ete, Op. 7; Mahler: 5 Wunderhorn Songs and 5 Ruckert Songs - Thomas Hampson für Songs from Des Knaben Wunderhorn (Mahler, Brahms, Schumann, Loewe, Strauss, Zemlinsky, von Weber) - Sanford Sylvan für Adams: The Wound-Dresser |                          |
| 1992                 | Dawn Upshaw | Vereinigte Staaten                                | The Girl With Orange Lips (Falla, Ravel, etc.)                                                | - Jan DeGaetani für Jan DeGaetani in Concert, Vol. 2 (Brahms, Schumann, etc.) - Thomas Hampson für Mahler: Songs of a Wayfarer; 5 Ruckert Lieder - Samuel Ramey für Copland: Old American Songs; Ives: Songs - Cheryl Studer für Mozart: Arias - Sanford Sylvan für Beloved That PilgrDatei: Songs of Copland, Barber, Chanler |                          |
| 1993                 | Kathleen Battle und Margo Garrett | Vereinigte Staaten                                | Kathleen Battle at Carnegie Hall (Händel, Mozart, Liszt, Strauss, etc.)                       | - Arleen Auger für Wolf: Songs to the Poetry of Goethe and Mörike - Cecilia Bartoli für Cecilia Bartoli: Rossini Heroines - Thomas Hampson für Delius: Sea Drift - Marilyn Horne für Marilyn Horne: Rossini Recital |                          |
| 1994                 | Arleen Auger | Vereinigte Staaten                                | The Art of Arleen Auger (Works of Larsen, Purcell, Schumann, Mozart)                          | - Gabriela Beňačková für Dvořák, Janáček, Martinu: Lieder - Christa Ludwig für Farewell to Salzburg (Works of Brahms, Mahler, Schumann, Strauss) - Sylvia McNair für Exsultate Jubilate (Works of Handel, Mozart) - Anne Sofie von Otter für Grieg: Lieder |                          |
| 1995                 | Cecilia Bartoli | Italien                                           | The Impatient Lover – Italian Songs by Beethoven, Schubert, Mozart                            | - Dmitri Hvorostovsky für Songs and Dances of Death (Works of Mussorgsky, Rimsky-Korsakoff, Borodin, etc.) - Peter Schreier für Mendelssohn: Lieder (Der Mond; Reiselied, etc.) - Bryn Terfel für An Die Musik – Favorite Schubert Songs (Die Forelle; An Die Leier, etc.) - Anne Sofie von Otter für Love’s Twilight – Late Romantic Songs by Berg, Korngold, R. Strauss |                          |
| 1996                 | Sylvia McNair mit der Academy of Ancient Music dirigiert von Christopher Hogwood                                                                    | Vereinigte Staaten                                | The Echoing Air – The Music of Henry Purcell                                                  | - Roberto Alagna für Roberto Alagna – Operatic Arias (Works of Donizetti, Massenet, etc.) - Wolfgang Holzmair für Schumann: Dichterliebe; Liederkreis, Op. 24; Heine Lieder - Sergei Leiferkus für Mussorgsky Songs (Songs and Dances of Death, The Nursery, etc) - Bryn Terfel für The Vagabond (Songs by Vaughan Williams, Butterworth, etc.) |                          |
| 1997                 | Bryn Terfel mit dem Metropolitan Opera Orchestra dirigiert von James Levine                                                                         | Vereinigtes Königreich                            | Opera Arias – Werke von Mozart, Wagner, Borodin                                               | - Renee Fleming für Visions of Love – A Collection of Mozart Arias - Lorraine Hunt für Phaedra from Britten: The Rescue of Penelope; Phaedra - Jennifer Larmore für Where Shall I Fly – Handel & Mozart Arias - Sanford Sylvan für Faure: L'Horizon Chimerique - Anne Sofie von Otter für Wings in the Night – Swedish Songs |                          |
| 1998                 | Cecilia Bartoli | Italien                                           | An Italian Songbook (Werke von Bellini, Donizetti, Rossini)                                   | - Omar Ebrahim, Rosemary Hardy, Phyllis Bryn-Julson, Rose Taylor für Ligeti: Vocal Works - Renee Fleming für Signatures – Great Opera Scenes - Vesselina Kasarova für Mozart: Arias - Anne Sofie von Otter für La Bonne Chanson – Faure Chamber Songs |                          |
| 1999                 | Renée Fleming mit dem English Chamber Orchestra dirigiert von Jeffrey Tate                                                                          | Vereinigtes Königreich                            | The Beautiful Voice (Werke von Charpentier, Gounod etc.)                                      | - Matthias Goerne für Schumann: Dichterliebe, Op. 48; Liederkreis, Op. 24 - Håkan Hagegård für Hagegard Sings Brahms, Sibelius, Stenhammar - Jennifer Larmore für Amore Per Rossini - Bryn Terfel für Händel Arias |                          |
| 2000                 | Anne Sofie von Otter und Thomas Quasthoff | Schweden Deutschland                              | Mahler: Des Knaben Wunderhorn                                                                 | - David Daniels für Händel: Operatic Arias - Matthias Goerne für Eisler: The Hollywood Songbook - Ben Heppner für German Romantic Opera - Thomas Quasthoff für Schubert: Winterreise |                          |
| 2001                 | Cecilia Bartoli (Solistin), Jonathan Stokes (Toningenieur), Christopher Raeburn (Produzent)                                                         | Italien                                           | The Vivaldi Album (Dell’aura al sussurrar; Alma oppressa, etc.)                               | - María Bayo für Händel: Opera Arias & Cantatas - Matthias Goerne für Bach: Cantatas BWV 82, 158 & 56 - Thomas Quasthoff für Brahms/Liszt: Lieder - Anne Sofie von Otter für Folksongs |                          |
| 2002                 | Cecilia Bartoli (Solistin), Jonathan Stokes (Toningenieur), Christopher Raeburn (Produzent)                                                         | Italien                                           | Dreams & Fables – Gluck Italian Arias (Tremo Gra’ Fubbi Miei; Die Questa Cetra In Seno, etc.) | - Barbara Bonney für Fairest Isle (Dowland, Campion, Morley, Etc.) - Ian Bostridge für Henze: Six Songs From The Arabian; Three Auden Songs - Thomas Quasthoff für Schubert: Schwanengesang/Brahms: Vier Ernste Gesänge - Anne Sofie von Otter für Beethoven/Meyerbeer/Spohr: Lieder – Mélodies |                          |
| 2003                 | Renée Fleming (Solistin), Jonathan Stokes, Neil Hutchinson und Tom Lazarus (Toningenieure), Erik Smith (Produzent)                                  | Vereinigte Staaten                                | Bel Canto (Bellini, Donizetti, Rossini, etc.)                                                 | - Vivica Genaux für Arias for Farinelli (Porpora, Hasse, Broschi, Etc.) - Susan Narucki für Carter: Tempo E Tempi - Christine Schäfer für Boulez: Pli Selon Pli - Anne Sofie von Otter für Chaminade: Melodies – Mots D'Amour |                          |
| 2004                 | Thomas Quasthoff und Anne Sofie von Otter (Solisten), Jürgen Bulgrin und Oliver Rogalla von Heyden (Toningenieure), Christopher Alder (Produzent)   | Deutschland Schweden                              | Schubert: Lieder mit Orchester                                                                | - Barbara Bonney für Im Chambre Separee – The Operetta Album - Ian Bostridge, David Daniels, and Christopher Maltman für Britten: The Canticles - Montserrat Caballé für Songs of the Spanish Renaissance, Vol. 1 - Frederica von Stade für Argento: Casa Guidi |                          |
| 2005                 | Susan Graham (Solistin) | Vereinigte Staaten                                | Ives: Songs (The Things Our Fathers Loved; the Housatonic at Stockbridge, etc.)               | - Angela Maria Blasi und Stella Doufexis für Marx: Orchestral Songs (Songs for High & Middle Voice; Verklartes Jahr) - Lorraine Hunt Lieberson für Händel: Arias (Theodora; La Lucrezia-Cantata; Serse) - Karita Mattila für Grieg and Sibelius Songs - Thomas Quasthoff für A Romantic Songbook (Strauss, Schumann, Schubert, Mendelssohn, etc) |                          |
| 2006                 | Thomas Quasthoff (Solist), Jürgen Bulgrin und Rainer Maillard (Toningenieure), Christopher Alder (Produzent)                                        | Deutschland                                       | Bach: Kantaten                                                                                | - Cecilia Bartoli für Opera Proibita - Natalie Dessay für Strauss: Amor - Carole Farley für Bolcom: Songs - Rolando Villazón für Gounod - Massenet: Arias |                          |
| 2007                 | Lorraine Hunt Lieberson (Solistin) | Vereinigte Staaten                                | Rilke Songs                                                                                   | - Ian Bostridge für Britten: Song Cycles - Bernarda Fink und Marcos Fink für Canciones Argentinas - Patrick Mason für Songs of Amy Beach - Thomas Quasthoff für Consider, My Soul |                          |
| 2008                 | Lorraine Hunt Lieberson (Solistin), John Newton und Mark Donahue (Toningenieure), Dirk Sobotka (Produzent)                                          | Vereinigte Staaten                                | Lorraine Hunt Lieberson Sings Peter Lieberson: Neruda Songs                                   | - Sarah Connolly für Sea Pictures - Renée Fleming für Homage: The Age of the Diva - Anna Netrebko für Russian Album - Rolando Villazón für Gitano: Zarzuela Arias |                          |
| 2009                 | Hila Plitmann (Solistin), John Corigliano, Tim Handley und Tom Lazarus (Toningenieure), John Corigliano und Tim Handley (Produzenten)               | Vereinigte Staaten                                | Corigliano: Mr. Tambourine Man: Seven Poems Of Bob Dylan                                      | - Cecilia Bartoli für Maria - Isabel Bayrakdarian für Gomidas Songs - Sanford Sylvan für Charles Fussell: Wilde - Anne Sofie von Otter für Terezín: Theresienstadt |                          |
| 2010                 | Renee Fleming | Vereinigte Staaten                                | Verismo                                                                                       | - Anne Sofie von Otter für Bach - Juan Diego Flórez für Bel Canto Spectacular - Lorraine Hunt Lieberson für Recital At Ravinia - Susan Graham für Un Frisson Français |                          |
| 2011                 | Cecilia Bartoli | Italien                                           | Sacrificium                                                                                   | - Anne Sofie von Otter für Ombre de Mon Amant – French Baroque Arias - Lucia Duchonová für Turina: Canto A Sevilla - Vivica Genaux für Vivaldi: Opera Arias – Pyrotechnics - Measha Brueggergosman für Wagner: Wesendonck-Lieder |                          |
| 2012                 | Joyce DiDonato | Vereinigte Staaten                                | Diva Divo                                                                                     | - Marianne Beate Kielland für Grieg/Thommesen: Veslemoy Synsk - Natalie Dessay für Händel: Cleopatra - Andreas Scholl für Purcell: O Solitude - Ian Bostridge für Three Baroque Tenors |                          |
| 2013                 | Renee Fleming | Vereinigte Staaten                                | Poèmes                                                                                        | - Natalie Dessay für Debussy: Clair de Lune - Joyce DiDonato für Homecoming – Kansas City Symphony Presents Joyce DiDonato - Ute Lemper für Paris Days, Berlin Nights - Anne Sofie von Otter für Sogno Barocco |                          |
| 2014                 | Dawn Upshaw | Vereinigte Staaten                                | Winter Morning Walks                                                                          | - Joyce DiDonato für Drama Queens - Cecilia Bartoli für Mission - Christoph Prégardien für Schubert: Winterreise - Jonas Kaufmann für Wagner |                          |
| 2015                 | Anne Sofie von Otter | Schweden                                          | Douce France                                                                                  | - Philippe Jaroussky für Porpora: Arias - Florian Boesch für Schubert: Die Schöne Müllerin - Joyce DiDonato für Stella di Napoli - Lawrence Brownlee für Virtuoso Rossini Arias |                          |
| 2016                 | Joyce DiDonato (Solist), Antonio Pappano (Begleiter)                                                                                                | Vereinigte Staaten Vereinigtes Königreich         | Joyce & Tony – Live From Wigmore Hall                                                         | - Mark Padmore (Solist), Kristian Bezuidenhout (Begleiter) für Beethoven: An Die Ferne Geliebte; Haydn: English Songs; Mozart: Masonic Cantata - Jonas Kaufman (Solist), Antonio Pappano (Dirigent) für Nessun Dorma – The Puccini Album - Talise Trevigne (Solist), David Alan Miller (Dirigent) für Rouse: Seeing; Kabir Padavali - Cecilia Bartoli (Solist), Diego Fasolis (Dirigent) für St. Petersburg |                          |
| 2017                 | Dorothea Röschmann (Solist), Mitsuko Uchida (Begleiter) Ian Bostridge (Solist), Antonio Pappano (Begleiter)                                         | Deutschland Vereinigtes Königreich                | Schuman & Berg Shakespeare Songs                                                              | - Magdalena Kožená (Solist), Andrea Marcon (Dirigent) für Monteverdi - Sabine Devielhe (Solist), Raphaël Pichon (Dirigent) für Mozart: The Weber Sisters - Anna Netrebko (Solist), Antonio Pappano (Dirigent) für Verismo |                          |
| 2018                 | Barbara Hannigan | Kanada                                            | Crazy Girl Crazy – Music by Gershwin, Berg & Berio                                            | - Philippe Jaroussky (Solist); Petra Müllejans (Dirigent) – Bach & Telemann: Sacred Cantatas - Nicholas Phan (Solist); Myra Huang (Begleiter) – Gods & Monsters - Joyce DiDonato (Solist); Maxim Emelyanychev (Dirigent) – In War & Peace – Harmony Through Music - Dmitri Hvorostovsky (Solist); Constantine Orbelian (Dirigent) – Sviridov: Russia Cast Adrift |                          |
| 2019                 | Karim Sulayman (Solist); Jeannette Sorrell (Dirigent); Apollo’s Fire (Ensemble)                                                                     | Vereinigte Staaten                                | Songs of Orpheus – Monteverdi, Caccini, D’India & Landi                                       | - Anthony Roth Costanzo (Solist); Jonathan Cohen (Dirigent) – Arc - Philippe Jaroussky (Solist); Artaserse (Ensemble) – The Händel Album - Sabine Devieilhe (Solist); Francois-Xavier Roth (Dirigent) – Mirages - Randall Scarlata (Solist); Gilbert Kalish (Begleiter) – Schubert: Winterreise |                          |
| 2020                 | Joyce DiDonato, begleitet von Chuck Israels, Jimmy Madison, Charlie Porter und Craig Terry                                                          | Vereinigte Staaten                                | Songplay                                                                                      | - The Edge of Silence – Works for Voice by György Kurtág von Susan Narucki (Donald Berman, Curtis Macomber, Kathryn Schulmeister und Nicholas Tolle) - Himmelsmusik von Philippe Jaroussky, Céline Scheen, L’Arpeggiata (Ensemble), dirigiert von Christina Pluhar (Jesús Rodil und Dingle Yandell) - Schumann: Liederkreis Op. 24, Kerner-Lieder Op. 35 von Matthias Goerne, begleitet von Leif Ove Andsnes - A te, o cara von Stephen Costello mit dem Kaunas City Symphony Orchestra, dirigiert von Constantine Orbelian                                         |                          |
| 2021                 | Sarah Brailey und Dashon Burton mit dem Experiential Chorus und dem Experiential Orchestra unter Leitung von James Blachly                          | Vereinigte Staaten                                | Smyth: The Prison                                                                             | - American Composers at Play – William Bolcom, Ricky Ian Gordon, Lori Laitman, John Musto von Stephen Powell mit dem Attacca Quartet, William Bolcom, Ricky Ian Gordon, Lori Laitman, John Musto, Charles Neidich und Jason Vieaux - Clairières – Songs by Lili & Nadia Boulanger von Nicholas Phan begleitet von Myra Huang - Farinelli von Cecilia Bartoli mit Il Giardino Armonico unter Leitung von Giovanni Antonini - A Lad’s Love von Brian Giebler begleitet von Steven McGhee mit Katie Hyun, Michael Katz, Jessica Meyer, Reginald Mobley und Ben Russell |                          |
| 2022 3. April 2022   | Sangeeta Kaur und Hila Plitmann mit Virginie D’Avezac De Castera, Lili Haydn, Wouter Kellerman, Nadeem Majdalany, Eru Matsumoto und Emilio D. Miler | Vereinigte Staaten/ Israel                        | Mythologies                                                                                   | - Confessions von Laura Strickling mit Begleitung von Joy Schreier - Dreams of a New Day – Songs by Black Composers von Will Liverman mit Begleitung von Paul Sánchez - Schubert: Winterreise von Joyce DiDonato mit Begleitung von Yannick Nézet-Séguin - Unexpected Shadows von Jamie Barton mit Begleitung von Jake Heggie und mit Matt Haimovitz |                          |
| 2023 5. Februar 2023 | Renée Fleming mit Begleitung von Yannick Nézet-Séguin (Klavier)                                                                                     | Vereinigte Staaten/ Kanada                        | Voice of Nature – The Anthropocene                                                            | - Eden von Joyce DiDonato mit Begleitung von Il Pomo D’Oro unter Leitung von Maxim Emelyanychev - How Do I Find You von Sasha Cooke mit Begleitung von Kirill Kuzmin (Klavier) - Okpebholo: Lord, How Come Me Here? von Will Liverman mit J’Nai Bridges und Caen Thomason-Redus mit Begleitung von Paul Sánchez (Klavier) - Stranger – Works for Tenor by Nico Muhly von Nicholas Phan mit Reginald Mobley und Brooklyn Rider & the Knights unter Leitung von Eric Jacobson                                                                                         |                          |
| 2024 4. Februar 2024 | Julia Bullock mit Begleitung vom Philharmonia Orchestra unter Leitung von Christian Reif                                                            | Vereinigte Staaten                                | Walking in the Dark                                                                           | - Because von Reginald Mobley mit Begleitung von Baptiste Trotignon (Klavier) - Broken Branches von Karim Sulayman mit Begleitung von Sean Shibe - 40@40 von Laura Strickling mit Begleitung von Daniel Schlosberg (Klavier) - Rising von Lawrence Brownlee mit Begleitung von Kevin J. Miller (Klavier) |                          |
| 2025 2. Februar 2025 | Karen Slack mit Begleitung von Michelle Cann | Vereinigte Staaten                                | Beyond the Years – Unpublished Songs of Florence Price                                        | - A Change Is Gonna Come von Nicholas Phan mit Begleitung der Palaver Strings - Newman: Bespoke Songs von Fotina Naumenko mit Begleitung von Marika Bournaki - Show Me the Way von Will Liverman mit Begleitung von Jonathan King - Wagner: Wesendonck Lieder von Joyce DiDonato mit Begleitung von Il Pomo d’Oro unter Leitung von Maxim Emelyanychev |                          |